# 970 Primula
970 Primula, asteroid glavnog pojasa. Otkrio ga je Karl Wilhelm Reinmuth, 29. studenog 1921.

## Vanjske poveznice
- Minor Planet Center